# .yu
yu. هو امتداد خاص بالعناوين الإلكترونية (نطاق) domain للمواقع التي تنتمي ليوغوسلافيا الجمهورية التي تفككت وورثها في الامتداد جمهورية الصرب والجبل الأسود ،ثم غيرت جمهورية الصرب والجبل الأسود امتدادها سنة 2003 من yu. إلى cs.
سنة 2008 تم إطلاق الامتداد me. لتعريف جمهورية الجبل الأسود